# 쓰카다 유지
쓰카다 유지(일본어: 塚田 雄二, 1957년 12월 28일 ~ )는 일본의 전 축구 선수, 감독이다.

## 구단 경력
1980년부터 1989년까지 일본 사커 리그의 고후 클럽에서 뛰었다.

## 지도자 경력
1995년부터 1998년까지 방포레 고후에서 감독을 맡았다. 2003년과 2005년 세레소 오사카에서 감독을 맡았다. 2003년에 천황배 준우승.